# Административно-территориальное деление Ростовской области
Административно-территориальное деление Ростовской области — территориальная организация государственной (административно-территориального устройства субъекта РФ) и местной власти (организации местного самоуправления) в рамках Ростовской области.

## Административно-территориальное устройство
Согласно Уставу Ростовской области  и Закону «Об административно-территориальном устройстве Ростовской области», в состав области входят:
- 55 административно-территориальных образований
  - 12 городских округов[1],
  - 43 муниципальных района[1] (района[2])
- 408 административно-территориальных единиц:
  - 17 городских поселений[1] (города Аксай, Белая Калитва, Зерноград, Константиновск, Красный Сулин, Миллерово, Морозовск, Пролетарск, Сальск, Семикаракорск, Цимлянск и рабочие посёлки Глубокий, Горный, Каменоломни, Углеродовский, Усть-Донецкий и Шолоховский). Города Белая Калитва, Красный Сулин, Миллерово и Сальск до 2005 года до преобразования их в городские поселения относились к категории городов областного подчинения, а остальные города были городами районного подчинения;
  - 391 сельское поселение[1]  (которым ранее соответствовали сельсоветы[2])

Они в рамках административно-территориального устройства включают населённые пункты и районы в городе.
Административным центром области является город Ростов-на-Дону, который разделён на 8 районов:
1. Ворошиловский район
2. Железнодорожный район
3. Кировский район
4. Ленинский район
5. Октябрьский район
6. Первомайский район
7. Пролетарский район
8. Советский район

## Городские округа и муниципальные районы
| № на карте           | Название                 | Флаг | Герб | Площадь, км² | ОКАТО  | ОКТМО  | Население, человек | Административный центр         |
| -------------------- | ------------------------ | ---- | ---- | ------------ | ------ | ------ | ------------------ | ------------------------------ |
| Городские округа     |                          |      |      |              |        |        |                    |                                |
| I                    | город Ростов-на-Дону     |      |      | 348,50       | 60 401 | 60 701 | ↘1 135 968         | город Ростов-на-Дону           |
| II                   | город Азов               |      |      | 67,50        | 60 404 | 60 704 | ↘80 381            | город Азов                     |
| III                  | город Батайск            |      |      | 77,68        | 60 407 | 60 707 | ↘124 987           | город Батайск                  |
| IV                   | город Волгодонск         |      |      | 182,30       | 60 412 | 60 712 | ↘163 963           | город Волгодонск               |
| V                    | город Гуково             |      |      | 40,00        | 60 415 | 60 715 | ↘60 361            | город Гуково                   |
| VI                   | город Донецк             |      |      | 112,00       | 60 417 | 60 717 | ↘46 623            | город Донецк                   |
| VII                  | город Зверево            |      |      | 32,20        | 60 418 | 60 718 | ↗20 231            | город Зверево                  |
| VIII                 | город Каменск-Шахтинский |      |      | 160,00       | 60 419 | 60 719 | ↘83 286            | город Каменск-Шахтинский       |
| IX                   | город Новочеркасск       |      |      | 128,00       | 60 427 | 60 727 | ↘160 529           | город Новочеркасск             |
| X                    | город Новошахтинск       |      |      | 136,00       | 60 430 | 60 730 | ↘101 483           | город Новошахтинск             |
| XI                   | город Таганрог           |      |      | 95,00        | 60 437 | 60 737 | ↘241 557           | город Таганрог                 |
| XII                  | город Шахты              |      |      | 158,20       | 60 440 | 60 740 | ↘220 802           | город Шахты                    |
| Муниципальные районы |                          |      |      |              |        |        |                    |                                |
| 1                    | Азовский                 |      |      | 2 861,93     | 60 201 |        | ↗107 022           | город Азов                     |
| 2                    | Аксайский                |      |      | 1 170,00     | 60 202 |        | ↗121 433           | город Аксай                    |
| 3                    | Багаевский               |      |      | 950,60       | 60 205 |        | ↘32 705            | станица Багаевская             |
| 4                    | Белокалитвинский         |      |      | 2 649,80     | 60 206 |        | ↗91 684            | город Белая Калитва            |
| 5                    | Боковский                |      |      | 1 927,00     | 60 207 |        | ↘13 533            | станица Боковская              |
| 6                    | Верхнедонской            |      |      | 2 675,00     | 60 208 |        | ↗18 004            | станица Казанская              |
| 7                    | Веселовский              |      |      | 1 355,00     | 60 209 |        | ↗25 847            | посёлок Веселый                |
| 8                    | Волгодонской             |      |      | 1 479,00     | 60 212 |        | ↗34 043            | станица Романовская            |
| 9                    | Дубовский                |      |      | 3 997,09     | 60 213 |        | ↘20 555            | село Дубовское                 |
| 10                   | Егорлыкский              |      |      | 1 460,00     | 60 215 |        | ↘30 759            | станица Егорлыкская            |
| 11                   | Заветинский              |      |      | 4 694,56     | 60 217 |        | ↘15 621            | село Заветное                  |
| 12                   | Зерноградский            |      |      | 2 663,00     | 60 218 |        | ↗53 161            | город Зерноград                |
| 13                   | Зимовниковский           |      |      | 5 044,60     | 60 219 |        | ↘32 617            | посёлок Зимовники              |
| 14                   | Кагальницкий             |      |      | 1 391,00     | 60 222 |        | ↗28 826            | станица Кагальницкая           |
| 15                   | Каменский                |      |      | 2 572,07     | 60 223 |        | ↗42 415            | пгт Глубокий                   |
| 16                   | Кашарский                |      |      | 3 142,00     | 60 224 |        | ↘20 030            | слобода Кашары                 |
| 17                   | Константиновский         |      |      | 2 197,00     | 60 225 |        | ↗30 952            | город Константиновск           |
| 18                   | Красносулинский          |      |      | 1 950,00     | 60 226 |        | ↘71 932            | город Красный Сулин            |
| 19                   | Куйбышевский             |      |      | 871,00       | 60 227 |        | ↘13 335            | село Куйбышево                 |
| 20                   | Мартыновский             |      |      | 1 919,69     | 60 230 |        | ↗34 709            | слобода Большая Мартыновка     |
| 21                   | Матвеево-Курганский      |      |      | 1 707,00     | 60 231 |        | ↗41 158            | посёлок Матвеев Курган         |
| 22                   | Миллеровский             |      |      | 3 190,00     | 60 232 |        | ↗65 050            | город Миллерово                |
| 23                   | Милютинский              |      |      | 2 116,00     | 60 233 |        | ↗13 020            | станица Милютинская            |
| 24                   | Морозовский              |      |      | 2 550,00     | 60 234 |        | ↘36 066            | город Морозовск                |
| 25                   | Мясниковский             |      |      | 880,00       | 60 235 |        | ↗52 046            | село Чалтырь                   |
| 26                   | Неклиновский             |      |      | 2 148,00     | 60 236 |        | ↗88 623            | село Покровское                |
| 27                   | Обливский                |      |      | 2 013,50     | 60 240 |        | ↘16 960            | станица Обливская              |
| 28                   | Октябрьский              |      |      | 1 998,70     | 60 241 |        | ↗73 176            | пгт Каменоломни                |
| 29                   | Орловский                |      |      | 3 300,00     | 60 242 |        | ↘33 029            | посёлок Орловский              |
| 30                   | Песчанокопский           |      |      | 1 882,00     | 60 244 |        | ↗26 804            | село Песчанокопское            |
| 31                   | Пролетарский             |      |      | 2 740,00     | 60 245 |        | ↗33 601            | город Пролетарск               |
| 32                   | Ремонтненский            |      |      | 3 777,50     | 60 247 |        | ↘16 688            | село Ремонтное                 |
| 33                   | Родионово-Несветайский   |      |      | 1 547,00     | 60 248 |        | ↘21 878            | слобода Родионово-Несветайская |
| 34                   | Сальский                 |      |      | 3 499,00     | 60 250 |        | ↗104 206           | город Сальск                   |
| 35                   | Семикаракорский          |      |      | 1 407,00     | 60 251 |        | ↘48 126            | город Семикаракорск            |
| 36                   | Советский                |      |      | 1 282,78     | 60 252 |        | ↘5974              | станица Советская              |
| 37                   | Тарасовский              |      |      | 2 767,47     | 60 253 |        | ↘27 087            | посёлок Тарасовский            |
| 38                   | Тацинский                |      |      | 2 411,21     | 60 254 |        | ↗34 511            | станица Тацинская              |
| 39                   | Усть-Донецкий            |      |      | 1 150,00     | 60 255 |        | ↘30 617            | пгт Усть-Донецкий              |
| 40                   | Целинский                |      |      | 2 129,00     | 60 256 |        | ↗29 957            | посёлок Целина                 |
| 41                   | Цимлянский               |      |      | 2 529,00     | 60 257 |        | ↗35 069            | город Цимлянск                 |
| 42                   | Чертковский              |      |      | 2 766,00     | 60 258 |        | ↘30 359            | посёлок Чертково               |
| 43                   | Шолоховский              |      |      | 2 527,00     | 60 211 |        | ↗25 180            | станица Вёшенская              |

## Городские и сельские поселения
Городские поселения выделены жирным шрифтом.

### Азовский район
| - Код ОКАТО — 60 201 000 - Административный центр — город Азов (не входит в состав района) Муниципальные образования: 1. Александровское сельское поселение 2. Елизаветинское сельское поселение 3. Елизаветовское сельское поселение 4. Задонское сельское поселение 5. Кагальницкое сельское поселение 6. Калиновское сельское поселение 7. Красносадовское сельское поселение 8. Круглянское сельское поселение 9. Кугейское сельское поселение 10. Кулешовское сельское поселение 11. Маргаритовское сельское поселение 12. Новоалександровское сельское поселение 13. Обильненское сельское поселение 14. Отрадовское сельское поселение 15. Пешковское сельское поселение 16. Рогожкинское сельское поселение 17. Самарское сельское поселение 18. Семибалковское сельское поселение |

### Аксайский район
| - Код ОКАТО — 60 202 000 - Административный центр — город Аксай Муниципальные образования: 1. Аксайское городское поселение 2. Большелогское сельское поселение 3. Верхнеподпольненское сельское поселение 4. Грушевское сельское поселение 5. Истоминское сельское поселение 6. Ленинское сельское поселение 7. Мишкинское сельское поселение 8. Ольгинское сельское поселение 9. Рассветовское сельское поселение 10. Старочеркасское сельское поселение 11. Щепкинское сельское поселение |

### Багаевский район
| - Код ОКАТО — 60 205 000 - Административный центр — станица Багаевская Муниципальные образования: 1. Ажиновское сельское поселение 2. Багаевское сельское поселение 3. Ёлкинское сельское поселение 4. Красненское сельское поселение 5. Манычское сельское поселение |

### Белокалитвинский район
| - Код ОКАТО — 60 206 000 - Административный центр — город Белая Калитва Муниципальные образования: 1. Белокалитвинское городское поселение 2. Шолоховское городское поселение 3. Богураевское сельское поселение 4. Горняцкое сельское поселение 5. Грушево-Дубовское сельское поселение 6. Ильинское сельское поселение 7. Коксовское сельское поселение 8. Краснодонецкое сельское поселение 9. Литвиновское сельское поселение 10. Нижнепоповское сельское поселение 11. Рудаковское сельское поселение 12. Синегорское сельское поселение |

### Боковский район
| - Код ОКАТО — 60 207 000 - Административный центр — станица Боковская Муниципальные образования: 1. Боковское сельское поселение 2. Верхнечирское сельское поселение 3. Грачёвское сельское поселение 4. Земцовское сельское поселение 5. Каргинское сельское поселение 6. Краснозоринское сельское поселение 7. Краснокутское сельское поселение |

### Верхнедонской район
| - Код ОКАТО — 60 208 000 - Административный центр — станица Казанская Муниципальные образования: 1. Верхняковское сельское поселение 2. Казанское сельское поселение 3. Казансколопатинское сельское поселение 4. Мешковское сельское поселение 5. Мещеряковское сельское поселение 6. Мигулинское сельское поселение 7. Нижнебыковское сельское поселение 8. Солонцовское сельское поселение 9. Тубянское сельское поселение 10. Шумилинское сельское поселение |

### Весёловский район
| - Код ОКАТО — 60 209 000 - Административный центр — посёлок Весёлый Муниципальные образования: 1. Верхнесолёновское сельское поселение 2. Весёловское сельское поселение 3. Краснооктябрьское сельское поселение 4. Позднеевское сельское поселение |

### Волгодонской район
| - Код ОКАТО — 60 212 000 - Административный центр — станица Романовская Муниципальные образования: 1. Добровольское сельское поселение 2. Дубенцовское сельское поселение 3. Победенское сельское поселение 4. Потаповское сельское поселение 5. Прогрессовское сельское поселение 6. Романовское сельское поселение 7. Рябичевское сельское поселение |

### Дубовский район
| - Код ОКАТО — 60 213 000 - Административный центр — село Дубовское Муниципальные образования: 1. Андреевское сельское поселение 2. Барабанщиковское сельское поселение 3. Вербовологовское сельское поселение 4. Весёловское сельское поселение 5. Гуреевское сельское поселение 6. Дубовское сельское поселение 7. Жуковское сельское поселение 8. Комиссаровское сельское поселение 9. Малолученское сельское поселение 10. Мирненское сельское поселение 11. Присальское сельское поселение 12. Романовское сельское поселение 13. Семичанское сельское поселение |

### Егорлыкский район
| - Код ОКАТО — 60 215 000 - Административный центр — станица Егорлыкская Муниципальные образования: 1. Балко-Грузское сельское поселение 2. Войновское сельское поселение 3. Егорлыкское сельское поселение 4. Ильинское сельское поселение 5. Кавалерское сельское поселение 6. Новороговское сельское поселение 7. Объединённое сельское поселение 8. Роговское сельское поселение 9. Шаумяновское сельское поселение |

### Заветинский район
| - Код ОКАТО — 60 217 000 - Административный центр — село Заветное Муниципальные образования: 1. Заветинское сельское поселение 2. Киселевское сельское поселение 3. Кичкинское сельское поселение 4. Никольское сельское поселение 5. Савдянское сельское поселение 6. Тюльпановское сельское поселение 7. Федосеевское сельское поселение 8. Фоминское сельское поселение 9. Шебалинское сельское поселение |

### Зерноградский район
| - Код ОКАТО — 60 218 000 - Административный центр — город Зерноград Муниципальные образования: 1. Зерноградское городское поселение 2. Большеталовское сельское поселение 3. Гуляй-Борисовское сельское поселение 4. Донское сельское поселение 5. Конзаводское сельское поселение 6. Красноармейское сельское поселение 7. Манычское сельское поселение 8. Мечётинское сельское поселение 9. Россошинское сельское поселение |

### Зимовниковский район
| - Код ОКАТО — 60 219 000 - Административный центр — посёлок Зимовники Муниципальные образования: 1. Верхнесеребряковское сельское поселение 2. Гашунское сельское поселение 3. Глубочанское сельское поселение 4. Зимовниковское сельское поселение 5. Камышевское сельское поселение 6. Кировское сельское поселение 7. Кутейниковское сельское поселение 8. Ленинское сельское поселение 9. Мокрогашунское сельское поселение 10. Савоськинское сельское поселение 11. Северное сельское поселение |

### Кагальницкий район
| - Код ОКАТО — 60 222 000 - Административный центр — станица Кагальницкая Муниципальные образования: 1. Иваново-Шамшевское сельское поселение 2. Кагальницкое сельское поселение 3. Калининское сельское поселение 4. Кировское сельское поселение 5. Мокробатайское сельское поселение 6. Новобатайское сельское поселение 7. Родниковское сельское поселение 8. Хомутовское сельское поселение |

### Каменский район
| - Код ОКАТО — 60 223 000 - Административный центр — посёлок городского типа Глубокий Муниципальные образования: 1. Глубокинское городское поселение 2. Астаховское сельское поселение 3. Богдановское сельское поселение 4. Волченское сельское поселение 5. Груциновское сельское поселение 6. Гусевское сельское поселение 7. Калитвенское сельское поселение 8. Красновское сельское поселение 9. Малокаменское сельское поселение 10. Пиховкинское сельское поселение 11. Старостаничное сельское поселение 12. Уляшкинское сельское поселение |

### Кашарский район
| - Код ОКАТО — 60 224 000 - Административный центр — слобода Кашары Муниципальные образования: 1. Верхнемакеевское сельское поселение 2. Верхнесвечниковское сельское поселение 3. Вяжинское сельское поселение 4. Индустриальное сельское поселение 5. Кашарское сельское поселение 6. Киевское сельское поселение 7. Первомайское сельское поселение 8. Поповское сельское поселение 9. Талловеровское сельское поселение 10. Фомино-Свечниковское сельское поселение |

### Константиновский район
| - Код ОКАТО — 60 225 000 - Административный центр — город Константиновск Муниципальные образования: 1. Константиновское городское поселение 2. Авиловское сельское поселение 3. Богоявленское сельское поселение 4. Гапкинское сельское поселение 5. Николаевское сельское поселение 6. Почтовское сельское поселение 7. Стычновское сельское поселение |

### Красносулинский район
| - Код ОКАТО — 60 226 000 - Административный центр: город Красный Сулин Муниципальные образования: 1. Горненское городское поселение 2. Красносулинское городское поселение 3. Углеродовское городское поселение 4. Божковское сельское поселение 5. Владимировское сельское поселение 6. Гуково-Гнилушевское сельское поселение 7. Долотинское сельское поселение 8. Киселёвское сельское поселение 9. Ковалёвское сельское поселение 10. Комиссаровское сельское поселение 11. Михайловское сельское поселение 12. Пролетарское сельское поселение 13. Садковское сельское поселение 14. Табунщиковское сельское поселение 15. Ударниковское сельское поселение |

### Куйбышевский район
| - Код ОКАТО — 60 227 000 - Административный центр — село Куйбышево Муниципальные образования: 1. Кринично-Лугское сельское поселение 2. Куйбышевское сельское поселение 3. Лысогорское сельское поселение |

### Мартыновский район
| - Код ОКАТО — 60 230 000 - Административный центр — слобода Большая Мартыновка Муниципальные образования: 1. Большеорловское сельское поселение 2. Зеленолугское сельское поселение 3. Ильиновское сельское поселение 4. Комаровское сельское поселение 5. Малоорловское сельское поселение 6. Мартыновское сельское поселение 7. Новосёловское сельское поселение 8. Рубашкинское сельское поселение 9. Южненское сельское поселение |

### Матвеево-Курганский район
| - Код ОКАТО — 60 231 000 - Административный центр — посёлок Матвеев Курган Муниципальные образования: 1. Алексеевское сельское поселение 2. Анастасиевское сельское поселение 3. Большекирсановское сельское поселение 4. Екатериновское сельское поселение 5. Малокирсановское сельское поселение 6. Матвеево-Курганское сельское поселение 7. Новониколаевское сельское поселение 8. Ряженское сельское поселение |

### Миллеровский район
| - Код ОКАТО — 60 232 000 - Административный центр — город Миллерово Муниципальные образования: 1. Миллеровское городское поселение 2. Верхнеталовское сельское поселение 3. Волошинское сельское поселение 4. Дёгтевское сельское поселение 5. Колодезянское сельское поселение 6. Криворожское сельское поселение 7. Мальчевское сельское поселение 8. Ольхово-Рогское сельское поселение 9. Первомайское сельское поселение 10. Сулинское сельское поселение 11. Титовское сельское поселение 12. Тренёвское сельское поселение 13. Туриловское сельское поселение |

### Милютинский район
| - Код ОКАТО — 60 233 000 - Административный центр — станица Милютинская Муниципальные образования: 1. Лукичевское сельское поселение 2. Маньково-Берёзовское сельское поселение 3. Милютинское сельское поселение 4. Николо-Берёзовское сельское поселение 5. Орловское сельское поселение 6. Светочниковское сельское поселение 7. Селивановское сельское поселение |

### Морозовский район
| - Код ОКАТО — 60 234 000 - Административный центр — город Морозовск Муниципальные образования: 1. Морозовское городское поселение 2. Вознесенское сельское поселение 3. Вольно-Донское сельское поселение 4. Гагаринское сельское поселение 5. Грузиновское сельское поселение 6. Знаменское сельское поселение 7. Костино-Быстрянское сельское поселение 8. Парамоновское сельское поселение 9. Широко-Атамановское сельское поселение |

### Мясниковский район
| - Код ОКАТО — 60 235 000 - Административный центр — село Чалтырь Муниципальные образования: 1. Большесальское сельское поселение 2. Калининское сельское поселение 3. Краснокрымское сельское поселение 4. Крымское сельское поселение 5. Недвиговское сельское поселение 6. Петровское сельское поселение 7. Чалтырское сельское поселение |

### Неклиновский район
| - Код ОКАТО — 60 236 000 - Административный центр — село Покровское Муниципальные образования: 1. Андреево-Мелентьевское сельское поселение 2. Большенеклиновское сельское поселение 3. Вареновское сельское поселение 4. Васильево-Ханжоновское сельское поселение 5. Лакедемоновское сельское поселение 6. Натальевское сельское поселение 7. Николаевское сельское поселение 8. Новобессергеневское сельское поселение 9. Носовское сельское поселение 10. Платовское сельское поселение 11. Покровское сельское поселение 12. Поляковское сельское поселение 13. Приморское сельское поселение 14. Самбекское сельское поселение 15. Синявское сельское поселение 16. Советинское сельское поселение 17. Троицкое сельское поселение 18. Фёдоровское сельское поселение |

### Обливский район
| - Код ОКАТО — 60 240 000 - Административный центр — станица Обливская Муниципальные образования: 1. Александровское сельское поселение 2. Алексеевское сельское поселение 3. Караичевское сельское поселение 4. Каштановское сельское поселение 5. Нестеркинское сельское поселение 6. Обливское сельское поселение 7. Солонецкое сельское поселение |

### Октябрьский район
| - Код ОКАТО — 60 241 000 - Административный центр — посёлок городского типа Каменоломни Муниципальные образования: 1. Каменоломненское городское поселение 2. Алексеевское сельское поселение 3. Артемовское сельское поселение 4. Бессергеневское сельское поселение 5. Керчикское сельское поселение 6. Коммунарское сельское поселение 7. Краснокутское сельское поселение 8. Краснолучское сельское поселение 9. Красюковское сельское поселение 10. Кривянское сельское поселение 11. Мокрологское сельское поселение 12. Персиановское сельское поселение |

### Орловский район
| - Код ОКАТО — 60 242 000 - Административный центр — посёлок Орловский Муниципальные образования: 1. Волочаевское сельское поселение 2. Донское сельское поселение 3. Каменно-Балковское сельское поселение 4. Камышевское сельское поселение 5. Красноармейское сельское поселение 6. Курганенское сельское поселение 7. Луганское сельское поселение 8. Майорское сельское поселение 9. Орловское сельское поселение 10. Островянское сельское поселение 11. Пролетарское сельское поселение |

### Песчанокопский район
| - Код ОКАТО — 60 244 000 - Административный центр — село Песчанокопское Муниципальные образования: 1. Богородицкое сельское поселение 2. Жуковское сельское поселение 3. Зареченское сельское поселение 4. Краснополянское сельское поселение 5. Летницкое сельское поселение 6. Песчанокопское сельское поселение 7. Поливянское сельское поселение 8. Развильненское сельское поселение 9. Рассыпненское сельское поселение |

### Пролетарский район
| - Код ОКАТО — 60 245 000 - Административный центр — город Пролетарск Муниципальные образования: 1. Пролетарское городское поселение 2. Будённовское сельское поселение 3. Дальненское сельское поселение 4. Ковринское сельское поселение 5. Мокроельмутянское сельское поселение 6. Николаевское сельское поселение 7. Огневское сельское поселение 8. Опенкинское сельское поселение 9. Суховское сельское поселение 10. Уютненское сельское поселение |

### Ремонтненский район
| - Код ОКАТО — 60 247 000 - Административный центр — село Ремонтное Муниципальные образования: 1. Валуевское сельское поселение 2. Денисовское сельское поселение 3. Калининское сельское поселение 4. Киевское сельское поселение 5. Кормовское сельское поселение 6. Краснопартизанское сельское поселение 7. Первомайское сельское поселение 8. Подгорненское сельское поселение 9. Привольненское сельское поселение 10. Ремонтненское сельское поселение |

### Родионово-Несветайский район
| - Код ОКАТО — 60 248 000 - Административный центр — слобода Родионово-Несветайская Муниципальные образования: 1. Барило-Крепинское сельское поселение 2. Болдыревское сельское поселение 3. Большекрепинское сельское поселение 4. Волошинское сельское поселение 5. Кутейниковское сельское поселение 6. Родионово-Несветайское сельское поселение |

### Сальский район
| - Код ОКАТО — 60 250 000 - Административный центр — город Сальск Муниципальные образования: 1. Сальское городское поселение 2. Будённовское сельское поселение 3. Гигантовское сельское поселение 4. Екатериновское сельское поселение 5. Ивановское сельское поселение 6. Кручёно-Балковское сельское поселение 7. Манычское сельское поселение 8. Новоегорлыкское сельское поселение 9. Рыбасовское сельское поселение 10. Сандатовское сельское поселение 11. Юловское сельское поселение |

### Семикаракорский район
| - Код ОКАТО — 60 251 000 - Административный центр — город Семикаракорск Муниципальные образования: 1. Семикаракорское городское поселение 2. Бакланниковское сельское поселение 3. Большемечетновское сельское поселение 4. Задоно-Кагальницкое сельское поселение 5. Золотарёвское сельское поселение 6. Кочетовское сельское поселение 7. Кузнецовское сельское поселение 8. Новозолотовское сельское поселение 9. Сусатское сельское поселение 10. Топилинское сельское поселение |

### Советский район
| - Код ОКАТО — 60 252 000 - Административный центр — станица Советская Муниципальные образования: 1. Калач-Куртлакское сельское поселение 2. Советское сельское поселение 3. Чирское сельское поселение |

### Тарасовский район
| - Код ОКАТО — 60 253 000 - Административный центр — посёлок Тарасовский Муниципальные образования: 1. Большинское сельское поселение 2. Войковское сельское поселение 3. Дячкинское сельское поселение 4. Ефремово-Степановское сельское поселение 5. Зеленовское сельское поселение 6. Колушкинское сельское поселение 7. Красновское сельское поселение 8. Курно-Липовское сельское поселение 9. Митякинское сельское поселение 10. Тарасовское сельское поселение |

### Тацинский район
| - Код ОКАТО — 60 254 000 - Административный центр — станица Тацинская Муниципальные образования: 1. Быстрогорское сельское поселение 2. Верхнеобливское сельское поселение 3. Ермаковское сельское поселение 4. Жирновское сельское поселение 5. Зазерское сельское поселение 6. Ковылкинское сельское поселение 7. Михайловское сельское поселение 8. Скосырское сельское поселение 9. Суховское сельское поселение 10. Тацинское сельское поселение 11. Углегорское сельское поселение |

Законом Ростовской области от 16 декабря 2015 года № 465-ЗС, Жирновское городское поселение было преобразовано в Жирновское сельское поселение.

### Усть-Донецкий район
| - Код ОКАТО — 60 255 000 - Административный центр — посёлок городского типа Усть-Донецкий Муниципальные образования: 1. Усть-Донецкое городское поселение 2. Апаринское сельское поселение 3. Верхнекундрюченское сельское поселение 4. Крымское сельское поселение 5. Мелиховское сельское поселение 6. Нижнекундрюченское сельское поселение 7. Пухляковское сельское поселение 8. Раздорское сельское поселение |

### Целинский район
| - Код ОКАТО — 60 256 000 - Административный центр — посёлок Целина Муниципальные образования: 1. Кировское сельское поселение 2. Лопанское сельское поселение 3. Михайловское сельское поселение 4. Новоцелинское сельское поселение 5. Ольшанское сельское поселение 6. Среднеегорлыкское сельское поселение 7. Хлеборобное сельское поселение 8. Целинское сельское поселение 9. Юловское сельское поселение |

### Цимлянский район
| - Код ОКАТО — 60 257 000 - Административный центр — город Цимлянск Муниципальные образования: 1. Цимлянское городское поселение 2. Калининское сельское поселение 3. Красноярское сельское поселение 4. Лозновское сельское поселение 5. Маркинское сельское поселение 6. Новоцимлянское сельское поселение 7. Саркеловское сельское поселение |

### Чертковский район
| - Код ОКАТО — 60 258 000 - Административный центр — посёлок Чертково Муниципальные образования: 1. Алексеево-Лозовское сельское поселение 2. Донское сельское поселение 3. Зубрилинское сельское поселение 4. Кутейниковское сельское поселение 5. Маньковское сельское поселение 6. Михайлово-Александровское сельское поселение 7. Нагибинское сельское поселение 8. Ольховчанское сельское поселение 9. Осиковское сельское поселение 10. Сетраковское сельское поселение 11. Сохрановское сельское поселение 12. Чертковское сельское поселение 13. Шептуховское сельское поселение 14. Щедровское сельское поселение |

### Шолоховский район
| - Код ОКАТО — 60 211 000 - Административный центр — станица Вёшенская Муниципальные образования: 1. Базковское сельское поселение 2. Вёшенское сельское поселение 3. Дубровское сельское поселение 4. Дударевское сельское поселение 5. Калининское сельское поселение 6. Колундаевское сельское поселение 7. Кружилинское сельское поселение 8. Меркуловское сельское поселение 9. Терновское сельское поселение |

## История районов
Курсивом отмечены упразднённые административные единицы Ростовской области (в настоящее время не существующие).
Ростовская область образована Постановлением ЦИК СССР от 13 сентября 1937 года путём выделения из Азово-Черноморского края. Из упразднённого края в область были выделены 7 городов (Ростов-на-Дону, Каменск-Шахтинский, Красный Сулин, Миллерово, Новочеркасск, Таганрог, Шахты с пригородами) и 61 район: Азовский, Аксайский, Александровский, Алексеево-Лозовский, Анастасиевский, Багаевский, Базковский, Батайский, Белокалитвенский, Боковский, Большекрепинский, Верхнедонский, Веселовский, Вёшенский, Волошинский, Глубокинский, Дубовский, Егорлыкский, Заветинский, Зверевский, Зимовниковский, Кагальницкий, Калмыцкий, Кашарский, Киевский, Колушкинский, Константиновский, Криворожский, Куйбышевский, Литвиновский, Мальчевский, Мартыновский, Матвеево-Курганский, Мечётинский, Мигулинский, Милютинский, Морозовский, Мясниковский, Неклиновский, Николаевский, Обливский, Октябрьский, Орловский, Песчанокопский, Пролетарский, Развиленский, Раздорский, Ремонтненский, Родионово-Несветайский, Романовский, Сальский, Самарский, Селивановский, Семикаракорский, Скосырский, Тарасовский, Тацинский, Фёдоровский, Целинский, Цимлянский, Чернышевский, Чертковский.
В феврале 1938 года был образован Октябрьский район, в сентябре 1938 года — Таганрогский район. В конце 1938 года был упразднён Батайский район; образован Кривянский район (63 района).
В 1940 году образованы Каменский и Красногвардейский районы, в результате чего в Ростовской области на 1 января 1941 года было 65 районов.
27 декабря 1943 года из состава упразднённой Калмыцкой АССР в Ростовскую область были переданы Западный и Яшалтинский районы, в результате чего в её состав входило уже 67 районов.
9 марта 1944 года упразднён Калмыцкий район. Позже в этом же году был упразднён Кривянский район; образован Новочеркасский район.
13 ноября 1945 года город Ростов-на-Дону был переведён из областного подчинения в республиканское (РСФСР).
В 1945 году Яшалтинский район переименован в Степновский район.
В ноябре 1953 года упразднены Большекрепинский и Фёдоровский районы.
6 января 1954 года в состав новообразованной Каменской области переданы 32 района: Алексеево-Лозовский, Базковский, Белокалитвенский, Боковский, Верхнедонской, Вёшенский, Волошинский, Глубокинский, Зверевский, Каменский, Кашарский, Киевский, Колушкинский, Константиновский, Красногвардейский, Криворожский, Литвиновский, Мальчевский, Мигулинский, Милютинский, Морозовский, Николаевский, Обливский, Октябрьский, Раздорский, Селивановский, Скосырский, Тарасовский, Тацинский, Цимлянский, Чернышевский, Чертковский районы.
- В составе Каменской области произошли следующие изменения:
  - В 1956 году были упразднены: Базковский, Волошинский, Колушкинский, Красногвардейский, Николаевский, Селивановский, Скосырский районы; образован Красносулинский район.
  - В июле 1957 года Чернышевский район переименован в Советский район.

В составе Ростовской области осталось 32 района:
Азовский, Аксайский, Александровский, Анастасиевский, Багаевский, Веселовский, Дубовский, Егорлыкский, Заветинский, Западный, Зимовниковский, Кагальницкий, Куйбышевский, Мартыновский, Матвеево-Курганский, Мечетинский, Мясниковский, Неклиновский, Новочеркасский, Орловский, Песчанокопский, Пролетарский, Развиленский, Ремонтненский, Родионово-Несветайский, Романовский, Сальский, Самарский, Семикаракорский, Степновский, Таганрогский, Целинский.
В январе 1957 года в состав Калмыцкой АССР переданы Западный и Степновский районы.
16 мая 1957 года вместо Романовского района образован Волгодонской район.
19 ноября 1957 года из состава упразднённой Каменской области обратно переданы 26 районов: Алексеево-Лозовский, Белокалитвенский, Боковский, Верхнедонской, Вёшенский, Глубокинский, Зверевский, Каменский, Кашарский, Киевский, Константиновский, Красносулинский, Криворожский, Литвиновский, Мальчевский, Мигулинский, Милютинский, Морозовский, Обливский, Октябрьский, Раздорский, Советский, Тарасовский, Тацинский, Цимлянский, Чертковский районы.
Таким образом на 1 января 1958 года в состав Ростовской области входило 56 районов.
3 июня 1958 года город Ростов-на-Дону был переведён из республиканского (РСФСР) подчинения в областное.
В мае 1959 года вместо Криворожского района образован Миллеровский район. 13 июня 1959 года упразднены Алексеево-Лозовский, Анастасиевский, Литвиновский, Песчанокопский районы.
22 марта 1960 года вместо Развиленского района образован Песчанокопский район. В сентябре 1960 года вместо Мечетинского района образован Зерноградский район.
В апреле 1962 года упразднены Александровский, Красносулинский, Мигулинский, Таганрогский районы.
1 февраля 1963 года упразднены Аксайский, Багаевский, Белокалитвенский, Боковский, Верхнедонский, Веселовский, Волгодонской, Глубокинский, Дубовский, Заветинский, Зверевский, Кагальницкий, Киевский, Куйбышевский, Мартыновский, Милютинский, Мясниковский, Новочеркасский, Орловский, Песчанокопский, Раздорский, Родионово-Несветайский, Самарский, Советский, Тарасовский, Тацинский, Целинный, Чертковский районы.
В результате на 1.02.1963 года в Ростовской области осталось 20 районов: Азовский, Вёшенский, Егорлыкский, Зерноградский, Зимовниковский, Каменский, Кашарский, Константиновский, Мальчевский, Матвеево-Курганский, Миллеровский, Морозовский, Неклиновский, Обливский, Октябрьский, Пролетарский, Ремонтненский, Сальский, Семикаракорский, Цимлянский.
3 марта 1964 года образованы Багаевский, Верхнедонский, Тацинский районы.
12 января 1965 года упразднён Мальчевский район; образованы Аксайский, Белокалитвенский, Дубовский, Заветинский, Красносулинский, Мясниковский, Тарасовский, Чертковский районы.
В ноябре 1965 года образованы Мартыновский, Милютинский, Орловский, Песчанокопский, Родионово-Несветайский, Усть-Донецкий, Целинский районы.
В 1970 году образован Боковский район.
В декабре 1973 года образован Куйбышевский район.
В 1978 году образован Веселовский район.
20 октября 1980 года образован Кагальницкий район.
10 мая 1983 года образован Волгодонской район.
4 июня 1984 Вёшенский район переименован в Шолоховский район.
29 октября 1990 года образован Советский район.
По состоянию на 1 января 2010 года в состав Ростовской области входят 43 района, состав которых приведён выше в настоящей статье.

### Упразднённые и переименованные районы
Районы, вошедшие в состав Ростовской области, но не существующие в настоящее время:
| - Александровский - Алексеево-Лозовский - Анастасиевский - Базковский - Батайский - Большекрепинский - Вёшенский - Волошинский - Глубокинский - Западный - Зверевский | - Калмыцкий - Киевский - Колушкинский - Красногвардейский - Криворожский - Кривянский - Литвиновский - Мальчевский - Мечетинский - Мигулинский - Николаевский | - Новочеркасский - Развиленский - Раздорский - Романовский - Самарский - Селивановский - Скосырский - Степновский - Таганрогский - Фёдоровский - Чернышевский |

### Районы, существовавшие до образования области
До образования Ростовской области на её территории существовали районы, которые были переименованы, преобразованы, объединены с другими районами или ликвидированы до 1937 года:
| - Воронцово-Николаевский - Гигантовский - Голодаевский - Западно-Коннозаводческий - Казанский - Леоно-Калитвинский - Ленинский | - Мальчевско-Полненский - Маньково-Березовский - Мешковский - Николаевский - Советинский - Усть-Белокалитвенский - Шахтинский |

## Округа на территории области
На территории нынешней Ростовской области существовали округа, из которых впоследствии были образованы районы области.
| На 1918 год: - Верхне-Донской округ - Второй Донской округ - Донецкий округ - Первый Донской округ - Ростовский округ - Сальский округ - Таганрогский округ - Усть-Медведицкий округ - Хопёрский округ - Черкасский округ |  | С 1924 года: - Донецкий округ (8 районов: Вешенский, Казанский, Кашарский, Криворожский, Леоно-Калитвенский, Мальчевско-Полненский, Мешковский, Тарасовский) - Донской округ (10 районов: Азовский, Аксайский, Багаевский, Батайский, Ейский, Кущевский, Мечетинский, Новочеркасский, Семикаракорский,Староминский) - Морозовский округ (4 района: Маньково-Березовский, Морозовский, Обливский, Тацинский) - Сальский округ (10 районов: Белоглинский, Воронцово-Николаевский, Дубовский, Западно-Коннозаводческий, Зимовниковский, Орловский, Пролетарский, Ремонтненский, Романовский, Цимлянский) - Северо-Донской округ (26 районов: Алексеево-Лозовский, Базковский, Бело-Калитвенский, Боковский, Верхне-Донской, Вёшенский, Волошинский, Глубокинский, Зверевский, Каменский, Кашарский, Киевский, Колушкинский, Криворожский, Литвиновский, Мальчевский, Мигулинский, Милютинский, Морозовский, Обливский, Селивановский, Скосырский, Тарасовский, Тацинский, Чернышевский, Чертковский) - Таганрогский округ (5 районов: Голодаевский, Матвеево-Курганский, Николаевский, Советинский, Федоровский) - Шахтинско-Донецкий округ (10 районов: Каменский, Константиновский, Красно-Сулиновский, Ленинский, Маньково-Березовский, Морозовский, Обливский, Тацинский, Усть-Белокалитвенский, Шахтинский) |